# Вестла
Ве́стла (ест. Vestla küla) — село в Естонії, у волості Ляене-Сааре повіту Сааремаа. У минулому село також мало назву Вестлі (Vestli).

## Населення
Чисельність населення на 31 грудня 2011 року становила 8 осіб.

## Географія
Дістатися села можна автошляхом 124 (Лаадьяла — Кар'я).

## Історія
З 1998 року село відновлено під назвою Вестла.
До 12 грудня 2014 року Вестла входила до складу волості Каарма.